# 十二門徒石
十二使徒岩（英語：The Twelve Apostles），又譯十二門徒石，是一系列自然形成的石灰岩的组合，目前存有七块。它们位于澳大利亚维多利亚州的大洋路边上，坎贝尔港国家公园之中。十二使徒岩是维多利亚州的著名景点，每年吸引数以万计的游客。最初这些石头被称为“母猪和小猪”，在20世纪50年代，它们的名字被改成更加吸引人的十二使徒岩（这个名字来自耶稣的十二个使徒），尽管那时仅存有九块石头。
在2000年代初，当地政府在大洋路边建造了访客中心，其设施包括停车场和厕所等。另外，旅游者可以选择搭乘直升机，俯瞰十二使徒岩附近的景色。

## 形成原因
这些石头形成于海浪的侵蚀作用。在过去的1000到2000万年中，来自南冰洋的风暴和大风不断的腐蚀相对松软的石灰岩悬崖，并在其上形成了许多洞穴。这些洞穴不断变大，以致发展成拱门，并最终倒塌。结果形成今天所看到的这些形状各异的，最高达到45米的岩石从海岸分离了出去。。由于波浪缓慢的侵蚀着它们的根基，其中的一些石头倒塌了。2005年7月3日一块石头碎裂，2009年9月25日又再有一條倒塌，因此现在仅剩七块石头。海浪对这些石灰石的侵蚀的速度大约是每年2厘米。随着侵蚀作用的进行，旧的“使徒”不断倒下，而新的“使徒”不断形成。
十二使徒岩附近的另外一个景点伦敦拱桥（London Arch）也缓慢地受到海浪的侵蚀。在1990年1月15日，伦敦桥的一个桥拱坍塌，两名游客被困在另一个桥拱上，后被直升飞机所救。